# Kundakultur
Kundakulturen var en mesolitisk jæger- og samlerkultur fra 9.000 til 5.000 f.Kr.
Den har navn efter det rige fundsted på højdedraget Lammasmägi og i de omgivende tørvemoser ved Kunda i det nordøstlige Estland Kundakulturens bopladser lå ved indsøer og bredden af Østersøen. Kulturen kendes fra Estland, Letland og nordlige Litauen.

## Kulturens oprindelse
Kundakulturen har sin oprindelse i Ŝwidrykulturen, hvis kerneområde lå i det nuværende Polen. Den synes at have gennemgået en overgang fra den palæolitiske Ŝwidrykultur, som tidligere forekom i store dele af det samme område, dog med hovedvægten længere sydpå. En sådan sandsynlig "overgangsbosættelse", Pasieniai 1C i Litauen, har stenredskaber med træk fra begge kulturer. En form, som blev fremstillet i begge kulturer, er en pilespids med takker på begge sider. Den fuldstændige overgang fra svideriansk kultur synes at være sket 7.800-7.600 f.Kr., det vil sige i førboreal tid og mod slutningen til tidlig kundakultur. Tilsyneladende er efterkommerne af Ŝwidrykulturen de første, som bosatte sig i Estland, da området blev beboeligt efter iskappens bortsmeltning. Andre grupper af efterkommere kom så langt østpå som til Uralbjergene.

## Kulturens kendetegn
Kendetegnende for kundakulturen er små stikler, skrabere og forskellige spidser af flint og kvarts. De kalkrige søaflejringer ved Kunda har bevaret talrige redskaber af ben som harpuner, pilespidser og ishakker.

## Udbredelse
Kundakulturens samfund i de baltiske skovområder strakte sig fra de nordlige kyststrækninger af den Finske Bugt, mod øst omtrent til Ladoga og herfra sydpå ned gennem Letland og ind i det nordlige Litauen.

## Bosættelsernes beliggenhed
De fleste kundabosættelser ligger langs skovbryn, ved elve, indsøer eller moseland. I Estland ligger bopladserne ret tæt langs de større åer fra Pärnu-bugten over Võrtsjärv til udmundingen af Emajõe ved Peipsi-søen, men desuden kendes bosættelser fra isolerede øer i Littorinahavet samt langs kysten ud mod den Finske Bugt. Indbyggerne drev jagt, muligvis med jagthunde. Ved kysten ses jagt på sæl. Gedde og andre fisk blev fanget i moser og åer.
Kundakulturen blev efterfulgt af narvakulturen, som havde kendskab til keramik, og som viste tegn på madproduktion. Den ældst kendte bosættelse fra kundakulturen i Estland er Pulli-bosættelsen ved Pärnu.

## Jagtvildt
En undersøgelse af levn fra jagtvildtet i Pulli viser, at bæver udgjorde 49,5 % af byttet, elg 44,2 %, bjørn 3,4 %, vildsvin 1,7 %, ulv 0,3 %, rådyr 0,2 %, hjort 0,2 %, odder 0,2 % og skovmår 0,1 %; knoglerester efter tamhunde udgør 0,3 % af fundet. En senere fase belyst ved bopladsen Sindi-Lodja I viser en kraftig forskydning væk fra bæver og elg og over til sæl og vildsvin. Man må derfor regne med, at jagtvildtet har forandret sig i takt med, at det naturlige dyreliv forandredes.

## Kunst
Der forekommer en rig bearbejdelse af ben og hjortetakker, særlig i tilknytning til fiskeredskaber. Redskaberne blev dekoreret med enkle geometriske former og manglede den kompleksitet, som den samtidige maglemosekultur fremviste længere mod sydvest.

## Vigtigere fundsteder
| - Ristola, Satakunda, Finland - Kunda, Estland - Pulli tæt på Pärnu, Estland | - Zvejnieki, nær Sigulda, Letland - Pasieniai, Žemaitija, Litauen | - Velizh, Smolensk oblast, Rusland - Luga, Leningrad oblast, Rusland |